# Stalin Rivas
Pour les articles homonymes, voir Rivas.
Stalin José Rivas est un footballeur et actuel entraîneur vénézuélien né le 5 août 1971 à Ciudad Guayana. Il évolue au poste de milieu de terrain.

## Carrière

### Joueur
- 1988-1991 :  Mineros de Guayana
- 1991-1992 :  Standard de Liège
- 1992-1993 :  K Boom FC
- 1993-1994 :  Minervén FC
- 1994-2000 :  Caracas FC
- 2000 :  CD Los Millonarios
- 2000-2001 :  Deportivo Galicia
- 2001-2002 :  Deportivo Italchacao FC
- 2002-2004 :  Caracas FC
- 2004 :  Italmaracaibo
- 2005 :  Deportivo Táchira
- 2005-2006 :  Mineros de Guayana

### Entraîneur
- 2006 :  Guaros de Lara
- 2007 :  Deportivo Anzoátegui
- 2008 :  Mineros de Guayana

## Palmarès
- Championnat de Venezuela : 1989, 1995, 1997, 2003, 2004
- 2e division du Venezuela : 2001, 2007 (A)

## Sélections
- 34 sélections et 3 buts avec le  Venezuela de 1989 à 1996.